# Mobila betalningar

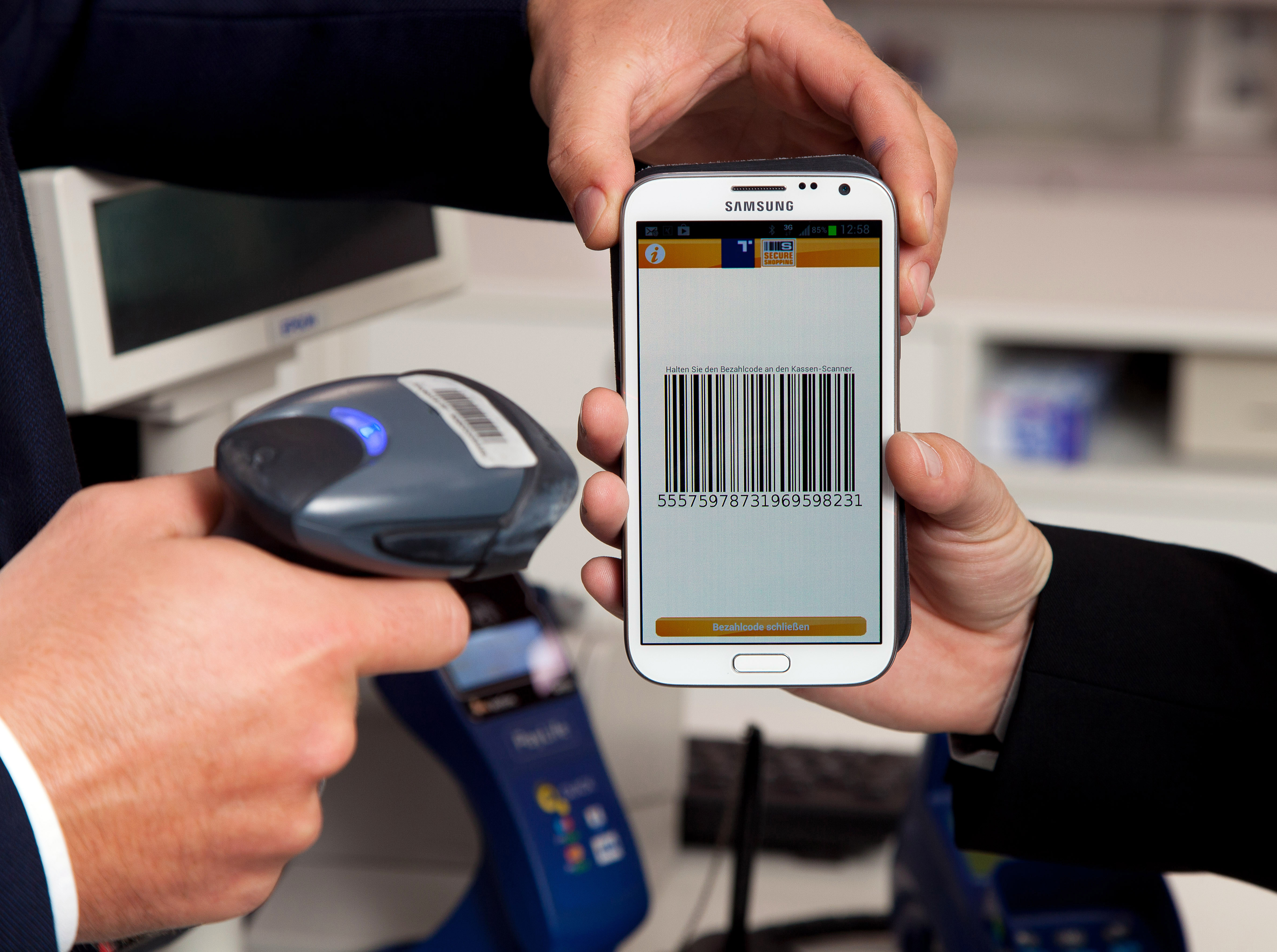
Genomförande av mobil betalning.

Mobila betalningar är ett betalsätt där kunden använder mobiltelefon för att betala sitt köp. Detta innebär numera (2020-talet) vanligen en smarttelefon med en särskild app, men under 00-talet var betal-SMS populärt. Tekniken för mobila betalningar kan även kopplas till tjänster som till exempel medlemskap och bonuskort.
Exempel på appar som möjliggör mobila betalningar: Apple Pay, Google Pay, PayPal, Samsung Pay, Swish och SEQR. 
Det finns några modeller för hur betalningar debiteras eller når mottagaren:
- Operatörscentrerat: Telefonoperatören ligger bakom lösningen. Betalningar kan debiteras till exempel på telefonräkningen. SMS-betalningar är exempel på detta.
- Bankcentrerat: Betalningar överförs mellan bankkonton. Detta blev populärare på 2010-talet då man med smarta appar kan höja säkerheten och göra sig oberoende av i sammanhanget dyra SMS. Ofta finns en bankdags fördröjning, men det finns lösningar utan det, som Swish.
- Kontokort. Har vanligen högre avgifter och lägre säkerhet, men är lättare tillgängligt både för kunder och för de företag som organiserar betalsystem.

Det kan också vara en kombination:
- Mobila plånböcker är en beteckning på ett konto nåbart från mobil där kunden lättare kan betala direkt.[1] Det kan vara en kombination av konto hos en förmedlare och registrering av kontokort hos densamma. Betalförmedlande företag som inte är en bank eller telefonoperatör kan ha denna lösning, och debitera kontokortet med större belopp i syfte att sänka bankavgifter, och registrera mellanskillnaden på konto.
- Blandat bankkonto och kontokort, till exempel Vipps i Norge och MobilePay i Danmark. Kunder som har konto i deltagande bank kan använda det, medan betalningar kan ske till eller från kunder i andra banker via kontokortet.

Tekniken för att kommunicera från och till mobilerna kan vara:
- SMS
- Webbsida och internet
- App och internet
- Närfältskommunikation
- QR-koder